# Coniocompsa furcata
Coniocompsa furcata is een insect uit de familie van de dwerggaasvliegen (Coniopterygidae), die tot de orde netvleugeligen (Neuroptera) behoort. 
De wetenschappelijke naam Coniocompsa furcata is voor het eerst geldig gepubliceerd door Banks in 1937.